# Fiumicello
Fiumicello is een gemeente in de Italiaanse provincie Udine (regio Friuli-Venezia Giulia) en telt 4463 inwoners (31-12-2004). De oppervlakte bedraagt 22,9 km², de bevolkingsdichtheid is 203 inwoners per km².
De volgende frazioni maken deel uit van de gemeente: San Valentino (sede del comune), San Lorenzo, Papariano, San Antonio.

## Demografie
Fiumicello telt ongeveer 1831 huishoudens. Het aantal inwoners daalde in de periode 1991-2001 met 3,7% volgens cijfers uit de tienjaarlijkse volkstellingen van ISTAT.
| Jaar | Inwoneraantal |
| ---- | ------------- |
| 1991 | 4461          |
| 2001 | 4297          |

## Geografie
De gemeente ligt op ongeveer 6 m boven zeeniveau.
Fiumicello grenst aan de volgende gemeenten: Aquileia, Grado (GO), Ruda, San Canzian d'Isonzo (GO), Turriaco (GO), Villa Vicentina.